# Накопительный пенсионный фонд «ГНПФ»
Накопительный пенсионный фонд «ГНПФ» (переименован в ЕНПФ) создан 24 сентября 1997 года в ходе проведения пенсионной реформы в Казахстане. В соответствии с постановлением Правительства Республики Казахстан от 24
сентября 1997 года № 1372 «О создании закрытого акционерного общества „Государственный накопительный пенсионный фонд“».
Накопительный пенсионный фонд «ГНПФ» входит в тройку лидеров среди 11 действующих казахстанских накопительных пенсионных фондов и является Фондом с государственным участием.
Банк-кастодиан: АО «Ситибанк Казахстан»
- Лицензия № 0000006 от 10 марта 2005 года. (на деятельность по привлечению пенсионных взносов и осуществлению пенсионных выплат)

- Лицензия № 0402200257 от 10 марта 2005 года (государственная лицензия на занятие брокерской и дилерской деятельностью на рынке ценных бумаг без права ведения счетов клиентов)

- Лицензия № 0412200206 от 10 марта 2005 года (на занятие деятельностью по инвестиционному управлению пенсионными активами).

## Показатели
на 1 января 2013 года.
- Число вкладчиков по ОПВ 1 999 757 человек (24 % от числа всех вкладчиков/участников)
- Пенсионные активы 624 638 336 тыс. тенге
- Начисленный инвестиционный доход 19 821 832 тыс. тенге
- Пенсионные выплаты и переводы в страховые организации 19 376 625 тыс. тенге
- Собственный капитал 24 418 259 тыс. тенге

## Акционеры
- Национальный банк Республики Казахстан — 100,0 % акций.[3]

## Руководство
- Председателем Правления Фонда с 20 мая 2009 года назначена Медеушеева, Долорес Таировна.[4]

- Кабденов Талап Кабденович — Управляющий директор

- Мусиралиев Даурен Абубакирович — Управляющий директор

- Ерденаев Руслан Серикович — Управляющий директор

## Совет Директоров
15 мая 2009 года, на должность Председателя Совета директоров Фонда избрана Галиева, Дина Тулеубековна которая совмещает эту должность с должностью, полученной 3 марта 2009 года — «Заместитель Председателя Национального банка Республики Казахстан».
- Медеушеева Долорес Таировна — Председатель Правления АО "Накопительный пенсионный фонд «ГНПФ»;
- Амангельдинова Гульжан Сериктаевна — Начальник Управления договорно-правовой работы Юридического департамента ГУ «НБ РК»;
- Ильясова Альфия Рафгатовна — Независимый директор, Исполнительный директор ТОО «Центр развития систем менеджмента».

## Сертификаты
- «EuroMarket Award» — за вклад в развитие накопительной пенсионной системы Казахстана (управление капиталом)
- Сертификат соответствия системы менеджмента качества стандарту ISO 9001: 2000
- Сертификат № 1 «Территория, свободная от нелицензионного программного обеспечения»
- Лидер биржевого рынка ценных бумаг среди небанковских брокерских и/или дилерских организаций